# Antiaropsis decipiens
Antiaropsis decipiens är en mullbärsväxtart som beskrevs av Karl Moritz Schumann. Antiaropsis decipiens ingår i släktet Antiaropsis och familjen mullbärsväxter. Inga underarter finns listade i Catalogue of Life.